# Chante-moi Bonjour tristesse
Pour plus de détails, voir Fiche technique et Distribution.
Chante-moi Bonjour tristesse (Cantami "Buongiorno tristezza") est un melodramma strappalacrime italien réalisé par Giorgio Pàstina et sorti en 1955.
Ce film musical est inspiré par la chanson Buongiorno tristezza (it) interprétée par Claudio Villa et Tullio Pane au Festival de Sanremo 1955, elle-même inspirée du roman Bonjour tristesse (1954) de Françoise Sagan.

## Fiche technique
- Titre français : Chante-moi Bonjour tristesse ou Une chanson pour ton cœur[1]
- Titre original italien : Cantami "Buongiorno tristezza"[2]
- Réalisateur : Giorgio Pàstina
- Scénario : Alberto Vecchietti (it), Fede Arnaud
- Photographie : Oberdan Troiani (it)
- Montage : Renato Scandolo
- Musique : Mario Ruccione (it), dirigé par Marcello De Martino (it)
- Décors et costumes : Saverio D'Eugenio (it)
- Trucages : Andrea Riva
- Production : Roberto Capitani, Luigi Mondello
- Sociétés de production : Ca. Mo. Film
- Pays de production :  Italie
- Langues originales : italien
- Format : Noir et blanc
- Durée : 85 minutes
- Genre : melodramma strappalacrime
- Dates de sortie :
  - Italie : 1955 (visa délivré le 9 août 1955[2])
  - France : 24 mai 1957

## Distribution
- Giacomo Rondinella : Sergio Alesi
- Milly Vitale : Giovanna
- Arnoldo Foà : Marco Salviati
- Ludmilla Dudarova : Diana Printemps
- Nino Marchesini : Commendator Salviati
- Augusto Pennella : Robertino
- Nino Vingelli : Guasco
- Alfredo Salvadori : Finesi
- Carlo Giuffré : pêcheur
- Agnese Dubbini : femme de ménage
- Natale Cirino : médecin de pharmacie
- Pasquale De Filippo : chef d'orchestre
- Antonio Corevi : médecin
- Renato Navarrini : notaire
- Leonello Zanchi : réceptionniste au « Capriccio »